# ペニス (小説)
『ペニス』は、津原泰水の小説。双葉社「小説推理」1998年11月号から2001年2月号に連載され、2001年4月に単行本、2004年3月に文庫が刊行された。
長らく絶版となっていたが、2020年1月に早川書房のハヤカワ文庫JAから再刊された。
単行本の装丁・装画はミルキィ・イソベ。ハヤカワ文庫版の挿画は寺田亨、装丁は松木美紀。

## あらすじ
語り手は井ノ頭恩賜公園の管理人、インポテンツの初老の男。訪れる者の少ない管理所分室で独り、チャイコフスキーに耽溺する日々を送っている。
思いがけず見知らぬ少年の死体を手に入れた管理人は、彼を大型冷凍庫に収め、共に暮らしはじめる。

## 登場人物
管理人
語り手。井ノ頭恩賜公園管理所玉川上水前分室勤務、50歳の公務員。乏しくなりはじめた髪の毛など、もはや老人であると自覚している。少年時代からインポテンツ。元小説家志望。チャイコフスキーの音楽に心酔している。名を呼ばれることの滅多にない孤独な生活であり、作中で本名は明かされない。
彼
小学校低学年ほどの少年。管理所分室のロッカーから、死体として姿を現わす。

## エピソード
- タイトルは「ぶらさがるもの」というラテン語に由来し、作中には陰茎に限らずそのようなモチーフが散りばめられている[1][2]。
- 連載中に著者は神経症を患い、そのために雑誌連載が遷延した経緯がある[3][4]。
- 連載時、小説家の花村萬月の感想が編集者経由で著者に届いていた。主人公がホームレスの女性の下着を嗅ぐ場面で、花村は吐き気を催したという[5][6]。
- のちに早川書房から刊行された『バレエ・メカニック』は、編集者による「『ペニス』のようなものを」との注文に応じて執筆されたもの[7]。
- 双葉社版では作中のせりふに「イマラチオ」という表記があるが、これは意図的な誤記である[8]。誤植と解されたことを受け、早川書房版では修正されている[9]。
- 書評家豊崎由美は、この作品を「わたしがもっとも愛する津原作品」「読みやすくはないけれど、これは日本文学史上に残る紛うかたなき傑作」と評している[10]。

## 書籍情報
- 『ペニス』双葉社／単行本／2001年4月 ISBN 978-4-575-23411-4
- 『ペニス』双葉社／文庫／2004年3月 ISBN 978-4-575-50923-6
- 『ペニス』早川書房／文庫／2020年1月ISBN 978-4-150-31413-2